# Isaac Semitoje
Isaac Semitoje (20 de abril de 1968) é um ex-futebolista profissional nigeriano que atuava como defensor.

## Carreira
Isaac Semitoje se profissionalizou no Bendel Insurance.

## Seleção
Isaac Semitoje integrou a Seleção Nigeriana de Futebol na Copa das Nações Africanas de 1994, na Tunísia.

## Títulos
Nigéria
- Copa das Nações Africanas: 1994